# 2019 UCI Mountain Bike World Cup
La 2019 Mercedes-Benz UCI Mountain Bike World Cup, la copa Mundial, era una sèrie de Cross-Country Olímpic (XCO), Cross-Country Eliminator (XCE), i Descens (DHI). Cada disciplina va tenir la categoria Elit masculina i femenina. Hi hi havia també categories sots-23 en el XCO i categories de jove en el DHI. La competició constava de 7 rondes en diferents localitats repartides per tot el territori internacional.

## Cross-country

### Elit
| Data         | Localitat   | Pòdium (Homes)             | Pòdium (Dones)               |
|              |             |                            |                              |
| 18–19 maig   | Albstadt    | Mathias Flückiger (SUI)    | Kate Courtney (USA)          |
| 18–19 maig   | Albstadt    | Mathieu van der Poel (NED) | Jolanda Neff (SUI)           |
| 18–19 maig   | Albstadt    | Jordan Sarrou (FRA)        | Yana Belomoyna (UKR)         |
|              |             |                            |                              |
| 25–26 maig   | Nové Město  | Mathieu van der Poel (NED) | Kate Courtney (USA)          |
| 25–26 maig   | Nové Město  | Nino Schurter (SUI)        | Rebecca McConnell (AUS)      |
| 25–26 maig   | Nové Město  | Mathias Flückiger (SUI)    | Haley Smith (CAN)            |
|              |             |                            |                              |
| 6–7 juliol   | Vallnord    | Nino Schurter (SUI)        | Anne Terpstra (NED)          |
| 6–7 juliol   | Vallnord    | Mathias Flückiger (SUI)    | Jolanda Neff (SUI)           |
| 6–7 juliol   | Vallnord    | Henrique Avancini (BRA)    | Yana Belomoyna (UKR)         |
|              |             |                            |                              |
| 13–14 juliol | Les Gets    | Nino Schurter (SUI)        | Kate Courtney (USA)          |
| 13–14 juliol | Les Gets    | Gerhard Kerschbaumer (ITA) | Jolanda Neff (SUI)           |
| 13–14 juliol | Les Gets    | Henrique Avancini (BRA)    | Elisabeth Brandau (GER)      |
|              |             |                            |                              |
| 3–4 August   | Val di Sole | Mathieu van der Poel (NED) | Pauline Ferrand-Prévot (FRA) |
| 3–4 August   | Val di Sole | Mathias Flückiger (SUI)    | Jolanda Neff (SUI)           |
| 3–4 August   | Val di Sole | Nino Schurter (SUI)        | Jenny Rissveds (SWE)         |
|              |             |                            |                              |
| 10–11 August | Lenzerheide | Mathieu van der Poel (NED) | Jenny Rissveds (SWE)         |
| 10–11 August | Lenzerheide | Nino Schurter (SUI)        | Anne Terpstra (NED)          |
| 10–11 August | Lenzerheide | Mathias Flückiger (SUI)    | Pauline Ferrand-Prévot (FRA) |
|              |             |                            |                              |
| 7–8 setembre | Snowshoe    | Lars Forster (SUI)         | Pauline Ferrand-Prévot (FRA) |
| 7–8 setembre | Snowshoe    | Nino Schurter (SUI)        | Anne Terpstra (NED)          |
| 7–8 setembre | Snowshoe    | Maxime Marotte (FRA)       | Annie Last (GBR)             |

### Sots-23
| Data         | Localitat   | Pòdium (Homes)          | Pòdium (Dones)      |
|              |             |                         |                     |
| 18–19 maig   | Albstadt    | Filippo Colombo (SUI)   | Laura Stigger (AUT) |
| 18–19 maig   | Albstadt    | Vlad Dascălu (ROM)      | Ronja Eibl (GER)    |
| 18–19 maig   | Albstadt    | Antoine Philipp (FRA)   | Haley Batten (USA)  |
|              |             |                         |                     |
| 25–26 maig   | Nové Město  | Vlad Dascălu (ROM)      | Haley Batten (USA)  |
| 25–26 maig   | Nové Město  | Filippo Colombo (SUI)   | Ronja Eibl (GER)    |
| 25–26 maig   | Nové Město  | Simon Andreassen (DEN)  | Laura Stigger (AUT) |
|              |             |                         |                     |
| 6–7 juliol   | Vallnord    | Vlad Dascălu (ROM)      | Ronja Eibl (GER)    |
| 6–7 juliol   | Vallnord    | Jofre Cullell (ESP)     | Evie Richards (GBR) |
| 6–7 juliol   | Vallnord    | Filippo Colombo (SUI)   | Martina Berta (ITA) |
|              |             |                         |                     |
| 13–14 juliol | Les Gets    | Vlad Dascălu (ROM)      | Ronja Eibl (GER)    |
| 13–14 juliol | Les Gets    | Maximilian Brandl (GER) | Evie Richards (GBR) |
| 13–14 juliol | Les Gets    | Sean Fincham (CAN)      | Laura Stigger (AUT) |
|              |             |                         |                     |
| 3–4 August   | Val di Sole | Vlad Dascălu (ROM)      | Ronja Eibl (GER)    |
| 3–4 August   | Val di Sole | Filippo Colombo (SUI)   | Evie Richards (GBR) |
| 3–4 August   | Val di Sole | Jofre Cullell (ESP)     | Laura Stigger (AUT) |
|              |             |                         |                     |
| 10–11 August | Lenzerheide | Filippo Colombo (SUI)   | Martina Berta (ITA) |
| 10–11 August | Lenzerheide | Vlad Dascălu (ROM)      | Ronja Eibl (GER)    |
| 10–11 August | Lenzerheide | Jofre Cullell (ESP)     | Haley Batten (USA)  |
|              |             |                         |                     |
| 7–8 setembre | Snowshoe    | Filippo Colombo (SUI)   | Evie Richards (GBR) |
| 7–8 setembre | Snowshoe    | Jofre Cullell (ESP)     | Laura Stigger (AUT) |
| 7–8 setembre | Snowshoe    | Vlad Dascălu (ROM)      | Loana Lecomte (FRA) |

## Downhill

### Elit
| Data         | Localitat    | Pòdium (Homes)         | Pòdium (Dones)            |
|              |              |                        |                           |
| 27–28 April  | Maribor      | Loïc Bruni (FRA)       | Tahnée Seagrave (GBR)     |
| 27–28 April  | Maribor      | Danny Hart (GBR)       | Rachel Atherton (GBR)     |
| 27–28 April  | Maribor      | Troy Brosnan (AUS)     | Tracey Hannah (AUS)       |
|              |              |                        |                           |
| 1–2 juny     | Fort William | Amaury Pierron (FRA)   | Rachel Atherton (GBR)     |
| 1–2 juny     | Fort William | Troy Brosnan (AUS)     | Tracey Hannah (AUS)       |
| 1–2 juny     | Fort William | Loris Vergier (FRA)    | Nina Hoffmann (GER)       |
|              |              |                        |                           |
| 8–9 juny     | Leogang      | Loïc Bruni (FRA)       | Tracey Hannah (AUS)       |
| 8–9 juny     | Leogang      | Greg Minnaar (RSA)     | Nina Hoffmann (GER)       |
| 8–9 juny     | Leogang      | Troy Brosnan (AUS)     | Kate Weatherly (NZL)      |
|              |              |                        |                           |
| 5–6 juliol   | Vallnord     | Loïc Bruni (FRA)       | Rachel Atherton (GBR)     |
| 5–6 juliol   | Vallnord     | Loris Vergier (FRA)    | Marine Cabirou (FRA)      |
| 5–6 juliol   | Vallnord     | Troy Brosnan (AUS)     | Tracey Hannah (AUS)       |
|              |              |                        |                           |
| 13–14 juliol | Les Gets     | Amaury Pierron (FRA)   | Tracey Hannah (AUS)       |
| 13–14 juliol | Les Gets     | Loïc Bruni (FRA)       | Marine Cabirou (FRA)      |
| 13–14 juliol | Les Gets     | Laurie Greenland (GBR) | Mariana Salazar (ESA)     |
|              |              |                        |                           |
| 2–3 August   | Val di Sole  | Laurie Greenland (GBR) | Marine Cabirou (FRA)      |
| 2–3 August   | Val di Sole  | Loïc Bruni (FRA)       | Tracey Hannah (AUS)       |
| 2–3 August   | Val di Sole  | Loris Vergier (FRA)    | Camille Balanche (SUI)    |
|              |              |                        |                           |
| 9–10 August  | Lenzerheide  | Amaury Pierron (FRA)   | Marine Cabirou (FRA)      |
| 9–10 August  | Lenzerheide  | Greg Minnaar (RSA)     | Tracey Hannah (AUS)       |
| 9–10 August  | Lenzerheide  | Loïc Bruni (FRA)       | Emilie Siegenthaler (SUI) |
|              |              |                        |                           |
| 6–7 setembre | Snowshoe     | Danny Hart (GBR)       | Marine Cabirou (FRA)      |
| 6–7 setembre | Snowshoe     | Amaury Pierron (FRA)   | Myriam Nicole (FRA)       |
| 6–7 setembre | Snowshoe     | Charlie Harrison (USA) | Veronika Widmann (ITA)    |

### Júnior
| Data         | Localitat    | Pòdium (Homes)          | Pòdium (Dones)         |
|              |              |                         |                        |
| 27–28 April  | Maribor      | Thibaut Dapréla (FRA)   | Valentina Höll (AUT)   |
| 27–28 April  | Maribor      | Ethan Shandro (CAN)     | Anna Newkirk (USA)     |
| 27–28 April  | Maribor      | Kye A'Hern (AUS)        | Mille Johnset (NOR)    |
|              |              |                         |                        |
| 1–2 juny     | Fort William | Thibaut Dapréla (FRA)   | Anna Newkirk (USA)     |
| 1–2 juny     | Fort William | Luke Mumford (GBR)      | Valentina Höll (AUT)   |
| 1–2 juny     | Fort William | Patrick Laffey (CAN)    | Mille Johnset (NOR)    |
|              |              |                         |                        |
| 8–9 juny     | Leogang      | Thibaut Dapréla (FRA)   | Valentina Höll (AUT)   |
| 8–9 juny     | Leogang      | Kye A'Hern (AUS)        | Anna Newkirk (USA)     |
| 8–9 juny     | Leogang      | Matteo Iniguez (FRA)    | Mille Johnset (NOR)    |
|              |              |                         |                        |
| 5–6 juliol   | Vallnord     | Matteo Iniguez (FRA)    | Valentina Höll (AUT)   |
| 5–6 juliol   | Vallnord     | Lucas Cruz (CAN)        | Anna Newkirk (USA)     |
| 5–6 juliol   | Vallnord     | Patrick Laffey (CAN)    | Mille Johnset (NOR)    |
|              |              |                         |                        |
| 13–14 juliol | Les Gets     | Thibaut Dapréla (FRA)   | Valentina Höll (AUT)   |
| 13–14 juliol | Les Gets     | Patrick Laffey (CAN)    | Anna Newkirk (USA)     |
| 13–14 juliol | Les Gets     | Seth Sherlock (CAN)     | Lauryne Chappaz (FRA)  |
|              |              |                         |                        |
| 2–3 August   | Val di Sole  | Tuhoto-Ariki Pene (NZL) | Mille Johnset (NOR)    |
| 2–3 August   | Val di Sole  | Žak Gomilšček (SLO)     | Valentina Höll (AUT)   |
| 2–3 August   | Val di Sole  | Kye A'Hern (AUS)        | Anna Newkirk (USA)     |
|              |              |                         |                        |
| 9–10 August  | Lenzerheide  | Seth Sherlock (CAN)     | Valentina Höll (AUT)   |
| 9–10 August  | Lenzerheide  | Janosch Klaus (SUI)     | Nastasia Gimenez (FRA) |
| 9–10 August  | Lenzerheide  | Tuhoto-Ariki Pene (NZL) | Anna Newkirk (USA)     |
|              |              |                         |                        |
| 6–7 setembre | Snowshoe     | Thibaut Dapréla (FRA)   | Valentina Höll (AUT)   |
| 6–7 setembre | Snowshoe     | Luke Meier-Smith (AUS)  | Anna Newkirk (USA)     |
| 6–7 setembre | Snowshoe     | Lucas Cruz (CAN)        | Mille Johnset (NOR)    |